# Trescault
Trescault ist eine Gemeinde im französischen Département Pas-de-Calais in der Region Hauts-de-France. Sie gehört zum Kanton Bapaume im Arrondissement Arras. Nachbargemeinden sind Havrincourt, Flesquières, Ribécourt-la-Tour, Villers-Plouich und Metz-en-Couture.

## Bevölkerungsentwicklung
| Jahr      | 1962 | 1968 | 1975 | 1982 | 1990 | 1999 | 2007 | 2014 |
| --------- | ---- | ---- | ---- | ---- | ---- | ---- | ---- | ---- |
| Einwohner | 257  | 244  | 234  | 208  | 198  | 188  | 185  | 194  |

## Sehenswürdigkeiten

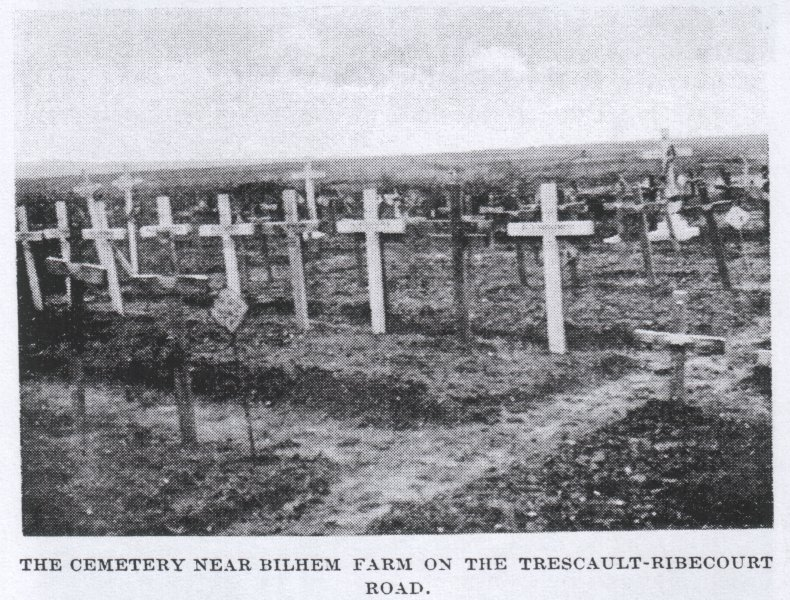
Militärfriedhof

- Militärfriedhof